# Schleswig-Holstein-Sonderburg-Beck

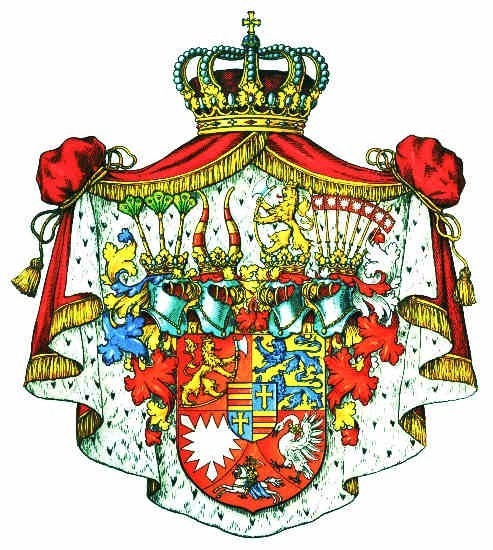
Stemma dei duchi Schleswig-Holstein-Sonderburg-Beck

Gli Schleswig-Holstein-Sonderburg-Beck sono un ramo collaterale degli Schleswig-Holstein-Sonderburg a sua volta ramo collaterale del Casato degli Oldenburg. Ebbe origine da Augusto Filippo di Schleswig-Holstein-Sonderburg-Beck (1612-1675), figlio del duca Alessandro di Schleswig-Holstein-Sonderburg, nipote di Cristiano III di Danimarca. Nel 1825 il duca Federico Guglielmo decise di cambiare l’intitolazione nell’attuale Schleswig-Holstein-Sonderburg-Glücksburg.

## Storia
I membri di questa linea erano duchi titolari di Schleswig ed Holstein, senza essere regnanti, e presero nome da una proprietà terriera a Ulenburg, nel vescovato di Minden (oggi Löhne). Augusto Filippo comprò questa proprietà terriera dal conte di Oldenburg e ne fece la propria residenza. 
Secondo la tradizione scandinava, tutti i membri avevano il titolo di principe di Schleswig-Holstein-Sonderburg-Beck, mentre solo il capofamiglia quello di duca di Schleswig-Holstein-Sonderburg-Beck. Questi furono:
- Augusto Filippo di Schleswig-Holstein-Sonderburg-Beck (1627-75)
  - Augusto di Schleswig-Holstein-Sonderburg-Beck (1675-89)
    - Federico Guglielmo I di Schleswig-Holstein-Sonderburg-Beck (1689-1719)

  - Federico Luigi di Schleswig-Holstein-Sonderburg-Beck (1719-28)
    - Federico Guglielmo II di Schleswig-Holstein-Sonderburg-Beck (1728-49)
      - Federico Guglielmo III di Schleswig-Holstein-Sonderburg-Beck (1749-57)

    - Carlo Ludovico di Schleswig-Holstein-Sonderburg-Beck (1757-74)
    - Pietro Augusto di Schleswig-Holstein-Sonderburg-Beck (1774-75)
      - Carlo Antonio di Schleswig-Holstein-Sonderburg-Beck
        - Federico Carlo di Schleswig-Holstein-Sonderburg-Beck (1775-1816)
          - Federico Guglielmo di Schleswig-Holstein-Sonderburg-Glücksburg (1816-25), cambiò nome al ramo in Schleswig-Holstein-Sonderburg-Glücksburg